# Josef Sochor (poslanec Českého zemského sněmu)
Josef Sochor (5. ledna 1865 Štěnec – 29. prosince 1929 Štěnec) byl rakouský a český politik, na počátku 20. století poslanec Českého zemského sněmu.

## Biografie
Roku 1884 vystudoval Českoslovanskou obchodní akademii v Praze. Působil pak jako statkář na rodné usedlosti a obchodník se smíšeným zbožím v rodném Štěnci. V letech 1882–1907 byl členem výboru okresní hospodářské záložny. Od roku 1897 byl členem zemědělského odboru Hospodářského společenstva pro okres vysokomýtský, později zasedal kuratoriu rolnicko lukařské školy ve Vysokém Mýtě. Od roku 1909 byl také členem správní rady banky Slávie a od roku 1913 místopředsedou Zemského sdružení venkovského živnostnictva.
Na počátku století se zapojil i do zemské politiky. Ve volbách v roce 1908 byl zvolen do Českého zemského sněmu v kurii venkovských obcí, obvod Vysoké Mýto, Skuteč, Hlinsko. Politicky se uvádí coby člen České agrární strany. Kvůli obstrukcím se ovšem sněm ve svém plénu po roce 1908 fakticky nescházel.
Po vzniku Československa byl členem Sdružení činovníků samosprávy Republikánské strany a členem Zemědělské jednoty ČSR.